# Box (manga)
Pour les articles homonymes, voir Box.
Box - Qu'y a-t-il dans la boite ? (BOX ～箱の中に何かいる～, Box - Hako no naka ni nanika iru) est un seinen manga de Daijirō Morohoshi, prépublié dans le magazine Monthly Morning Two entre 2015 et 2017 et publié par l'éditeur Kōdansha en trois volumes reliés. La version française est éditée par Le Lézard noir en trois tomes.

## Manga
Box - Qu'y a-t-il dans la boite ? (BOX ～箱の中に何かいる～, Box - Hako no naka ni nanika iru) est un seinen manga de Daijirō Morohoshi, prépublié dans le magazine Monthly Morning Two entre 2015 et 2017. La série est publiée au format tankōbon en trois volumes sortis entre le 22 novembre 2016 et le 23 octobre 2017.
La version française est publiée par Le Lézard noir en trois volumes sortis entre le 7 septembre 2022 et le 5 avril 2023. La série est également disponible en pack intégral.

### Liste des volumes
| no | Japonais         | Japonais          | Français         | Français          |
| no | Date de sortie   | ISBN              | Date de sortie   | ISBN              |
| --- | ---------------- | ----------------- | ---------------- | ----------------- |
| 1 | 22 novembre 2016 | 978-4-06-388669-6 | 7 septembre 2022 | 978-2-35348-275-7 |
| Liste des chapitres : - 1. ひみつ箱とルービックキューブ (Himitsu-bako to rūbikkukyūbu) - 2. ゴールへ辿り着けない迷路 (Gōru e tadoritsukenai meiro) - 3. 立方体ゲーム (Rippōtai gēmu) - 4. 物凄きものに出会ひて (Monosugoki mono ni deai hite) - 5. カギのないクロスワード・パズル (Kagi no nai kurosuwādo pazuru) - 6. 箱はルール違反を許さない (Hako wa rūru ihan o yurusanai) - 7. 扉が開く時と開かない時 (Tobira ga hiraku toki to akanai-ji) |                  |                   |                  |                   |
| 2 | 21 avril 2017    | 978-4-06-388721-1 | 25 janvier 2023  | 978-2-35348-276-4 |
| Liste des chapitres : - 8. Une autre boîte à secrets (もうひとつのひみつ箱, Mō hitotsu no himitsu-bako) - 9. Un deuxième face-à-face (二度目の対決, Futatabime no taiketsu) - 10. Le secret de Yamauchi et les motivations de Koda (山内（やまうち）の秘密・甲田（こうだ）の事情, Yamauchi (ya ma uchi) no himitsu Kōda (kōda) no jijō) - 11. Un nouveau joueur (新しいプレイヤー, Atarashī pureiyā) - 12. La vengeance de Kôda (甲田の逆襲, Kōda no gyakushū) - 13. La curiosité est un très vilain défaut (好奇心は猫（キョウコ）を殺す, Kōkishin wa neko (Kyōko) o korosu) - 14. Vers le niveau suivant (次のステージへ, Tsugi no sutēji e) - Bonus                                              |                  |                   |                  |                   |
| 3 | 23 octobre 2017  | 978-4-06-510275-6 | 5 avril 2023     | 978-2-35348-277-1 |
| Liste des chapitres : - 15. Montée et descente (階段には昇（のぼ）りと降（くだ）りがある, Kaidan ni wa Noboriri to ori ga aru) - 16. L'Escalier d'Escher (エッシャーの階段, Esshā no kaidan) - 17. La Tour de L'Illusion (錯視の塔, Sakushi no tō) - 18. Un Endroit Invraisemblable (あり得ない場所, Ari enai basho) - 19. Perspective Trompeuse (遠近感が人を騙（だま）すこともある, Ochikochi-kan ga hito o kata (dama) su koto mo aru) - 20. Le Rubik's Cube Blanc (白いルービックキューブ, Shiroi rūbikkukyūbu) - 21. Le Dévoreur de Karma (因果を食うもの, Inga o kuu mono) - Épilogue (最終話, Saishū-banashi). Tout va bien dans le monde (すべて世はこともなし, Subete yo wa koto mo nashi) |                  |                   |                  |                   |